# Minmi (khủng long)
Minmi, được đặt tên theo Minmi Crossing, Úc (nơi nó được tìm thấy), là một chi giáp long sống trong thời gian đầu kỷ Phấn Trắng, khoảng 119-113 triệu năm trước. Loài chuẩn, M. paravertebra, được mô tả bởi Ralph Molnar năm 1980.
Trước đây, nó đang nắm giữ kỷ lục về chi khủng long tên ngắn nhất,nhưng hiện nay kỉ lục đó thuộc về Yi, một chi Scansoriopterygidae được mô tả năm 2015. Hai mẫu vật tốt của Minmi đã được mô tả, bao gồm một bộ xương hoàn chỉnh chủ yếu, và một số các mảnh vỡ có thể liên quan đến chi này. 

## Phát hiện và loài
Minmi đã được tìm thấy gần Minmi Crossing, trong thời gian hình thành Bungil, gần Roma, Queensland, Úc. Nó đã được mô tả lần đầu vào năm 1980 bởi Ralph E. Molnar, cũng là người đã đặt tên loài điển hình và cũng là loài duy nhất.

## Hình dáng
Minmi là một ankylosaurian, đi bằng bốn chân, với chân sau đã được lớn hơn chân trước, một cổ ngắn và rộng một hộp sọ với một não rất nhỏ. Những con khủng long dài khoảng 2 m (6,6 ft) dài và cao 1 m (3 ft) đến vai. Minmi có thể di chuyển tương đối chậm trên bốn chân, được xác định bởi các nhà khoa học từ các bài hát hóa thạch, qua đó ước tính khối lượng và chiều dài chân của nó.